# ZAC Beaujon
La ZAC Beaujon est une zone d'aménagement concerté située dans le 8e arrondissement de Paris.

## Situation et accès
D'une surface de 1,2 hectare, la « ZAC Beaujon » est située sur l'ancien hôpital Beaujon et de son jardin entre les rues de Courcelles et du Faubourg-Saint-Honoré, dans le quartier du Faubourg-du-Roule.

## Historique
La « ZAC Beaujon » est créée par délibération du Conseil de Paris des 20 et 21 octobre 2003,.
Par délibération des 12 et 13 novembre 2013, le Conseil de Paris attribue le contrat de concession d'aménagement à la SemPariSeine et le dossier de réalisation en décembre 2016

## Équipements et logements
Le programme de la « ZAC Beaujon » comporte 96 logements sociaux, 4 600 m2 d'équipement sportif, trois commerces, 1 580 m2 d’équipement destinés à la petite enfance, une groupe scolaire de 5 000 m2, 53 chambres dans le foyer de jeunes travailleurs, une maison de la vie associative et citoyenne où peuvent se domicilier des associations et un square central de 1 823 m2.

## Voies
Voies entièrement ou partiellement incluses dans la « ZAC Beaujon » :
- Rue de Courcelles
- Rue du Faubourg-Saint-Honoré
- Rue Laure-Diebold
- Allée Louis-de-Funès
- Jardin Tereska-Torrès-Levin